# Кирово (Балаковский район)
Кирово — село в Балаковском районе Саратовской области, в составе сельского поселения Быково-Отрогское муниципальное образование.

## География
Находится на расстоянии примерно 29 километров по прямой на юго-запад от города Балаково.

## Население
Постоянное население составляло 107 человек в 2002 году (русские 54 %, агулы 29 %), 71 в 2010.